# Памятник Мученикам
Памятник Мученикам («Нусб Аш-Шахи́д» араб. نُصب الشهيد‎) — памятник в столице Ирака, Багдаде, посвященный иракским солдатам, погибшим во время Ирано-иракской войны. Монумент был открыт в 1983 году, а его авторами являются иракский архитектор Саман Камал и иракский скульптор и художник Исмаил Фаттах ат-Турк. В 70-х и 80-х годах прошлого века правительство Саддама Хуссейна тратило значительные средства на строительство новых памятников, в том числе и монумента Аш-Шахид.

## Конструкция
Монумент состоит из круглой платформы диаметром 190 метров, расположенной в центре искусственного озера. На платформе находится 40-метровый бирюзовый купол, разделенный на две части, который напоминает купола времен Арабского Халифата. Две части купола смещены друг относительно друга, в центре находится вечный огонь и скульптура иракского флага. Кроме того, под куполами находятся фонтан и вход в подземные помещения, на двух этажах которых расположены музей, библиотека, выставочная галерея и зал для выступлений.
Монумент находится на восточном берегу реки Тигр, недалеко от канала Канат-эль-Джейш, который отделяет Мадинат-эс-Садр от остального Багдада.